# نادی‌لاک
نادی‌لاک (به مجاری:  Nagylak) یک منطقهٔ مسکونی در مجارستان است که در ناحیه ماکو واقع شده‌است. نادی‌لاک ۴٫۷۰ کیلومتر مربع مساحت دارد.